# Otto Møller
 Ikke at forveksle med Otto M. Møller.
Otto Møller (født 20. februar 1831, død 13. januar 1915) var en dansk teolog og sognepræst.
Otto Møller blev født i Taarup Sogn i Viborg Stift som søn af sognepræst Hans Larsen Møller. Han blev teologisk kandidat i 1858 og blev i 1860 residerende kapellan i sin faders kirke i Gylling. Han forblev præst i Gylling Sogn til sin død i 1915.
Han var forfatter til en række bøger om dogmatik, men blev især kendt for sin brevveksling med Thomas Skat Rørdam. Denne brevveksling, der stod på i 55 år, er et enestående dokument indenfor dansk kirkehistorie, idet de to præster lidenskabeligt diskuterer tidens kirkelige og politiske begivenheder. Brevvekslingen udkom første gang i 1915 i en stærkt beskåret udgave ved Rørdams søn, Hemming Skat Rørdam. Han følte sig tvunget til at tage hensyn til endnu levende eller nyligt afdøde personer, der var omtalt mindre flatterende i brevene; endvidere var han bange for at kede læserne med abstrakte teologiske diskussioner.
I 1999 udkom brevvekslingen i en ubeskåret udgave i fire bind, udgivet af arkivaren og historikeren, dr.phil. Erik Nørr.

## Udvalgte værker
- Det faldne Menneskes Gjenfødelse og Fornyelse ved Daab og Nadver : et Forsøg. Karl Schønberg, 1872.
- Den hellige Nadver : belyst fra forskjelligt Synspunkt i syv Skjærtorsdagsprædikener. Schønberg, 1872.
- Jomfru Maria : syv Taler fra Bebudelsesdagen. Schønberg, 1879.
- Gjenløsningen eller Jesu Christi liv, død og opstandelse til verdens frelse, forsøgt fremstillet i sammenhæng. Schønberg, 1884.
- Om vor frelse fra det onde : nogle fornyede overvejelser. Schønberg, 1888.
- Den evangeliske Historie eller Herrens Liv paa Jorden : fremstillet efter det apostoliske Vidnesbyrd og ledsaget af vejledende Oplysninger. 1892.
- Tro og Gerning i Strid og Fred : nogle Overvejelser. Schønberg, 1900.
- Om Død og evigt Liv : nogle Aftentanker. Schønberg, 1903.
- En Ledetråd gennem Johannes Evangelium : et efterladt Arbejde. Schønberg, 1916.